# Бергисельские битвы
Бергисельские битвы — битвы французских и баварских войск против австрийских повстанцев и небольшого количества австрийских солдат на холме Бергисель. Они происходили с 12 апреля по 1 ноября 1809 года.
Первые три битвы выиграли тирольцы, но они проиграли последнее сражение. Руководитель восстания Андреас Гофер был арестован 28 января 1810 и расстрелян 20 февраля 1810 в Мантуе.